# Dracula padre e figlio
Dracula padre e figlio (Dracula père et fils) è un film del 1976 diretto da Édouard Molinaro.

## Trama
Costretti a lasciare il castello natio in Romania a causa del regime comunista, padre e figlio vampiri decidono di scappare oltre la cortina di ferro ma durante il viaggio finiscono col perdersi.
Mentre il padre raggiunge fortunosamente l'Inghilterra e diventa un apprezzato attore di film horror, il figlio sbarca invece in Francia dove subisce tutti i maltrattamenti inflitti ai lavoratori immigrati.
Ciascuno è convinto che non rivedrà mai l'altro ma casualmente si ritrovano sul set del nuovo film del padre che si gira in Francia. La gioia per essersi ritrovati si trasforma in odio in quanto si scoprono entrambi innamorati della stessa donna.